# سفارة دولة فلسطين لدى النرويج
سفارة دولة فلسطين لدى النرويج هي الممثلية الدبلوماسية العُليا لدولة فلسطين لدى النرويج. تقع السفارة في أوسلو.